# Atol
En atol er resterne af en vulkanø, der er blevet omkranset af koralrev. Det gør, at atoller ligner en cirkel af land med en lavvandet lagune i midten.

## Eksempler
- Bikini-atollen – en samling koraløer i Marshalløerne i Stillehavet.
- Cocosøerne – øerne befinder sig i det Indiske Ocean, omtrent halvvejs mellem Australien og Sri Lanka.
- Diego Garcia –  britisk atol i Det Indiske Ocean.
- Pingelap – atol i delstaten Pohnpei (tidligere kaldt Ponape) i Mikronesien.
- Egum Atol – part af Marshall Bennett Øerne.